# Koziołki (gra liczbowa)

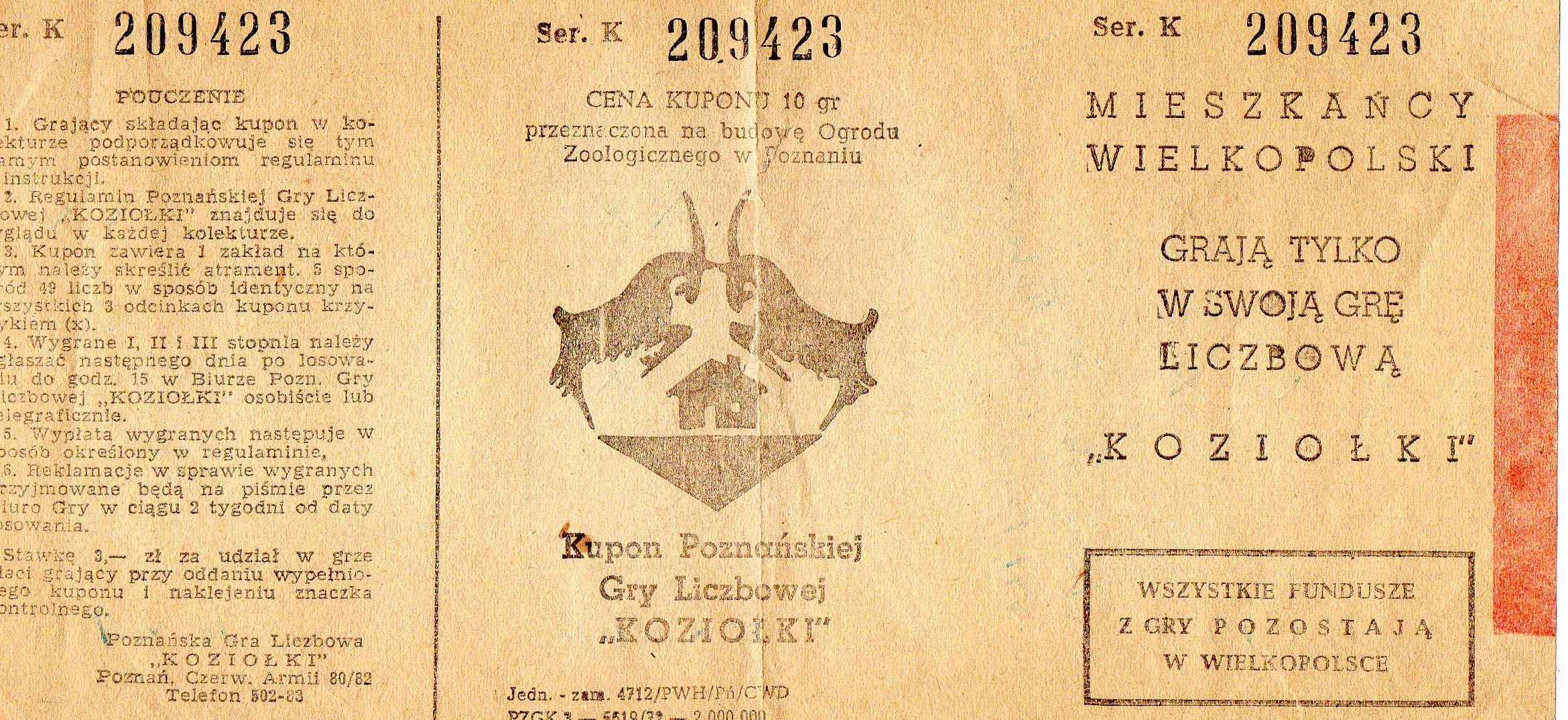
Awers kuponu z 1975

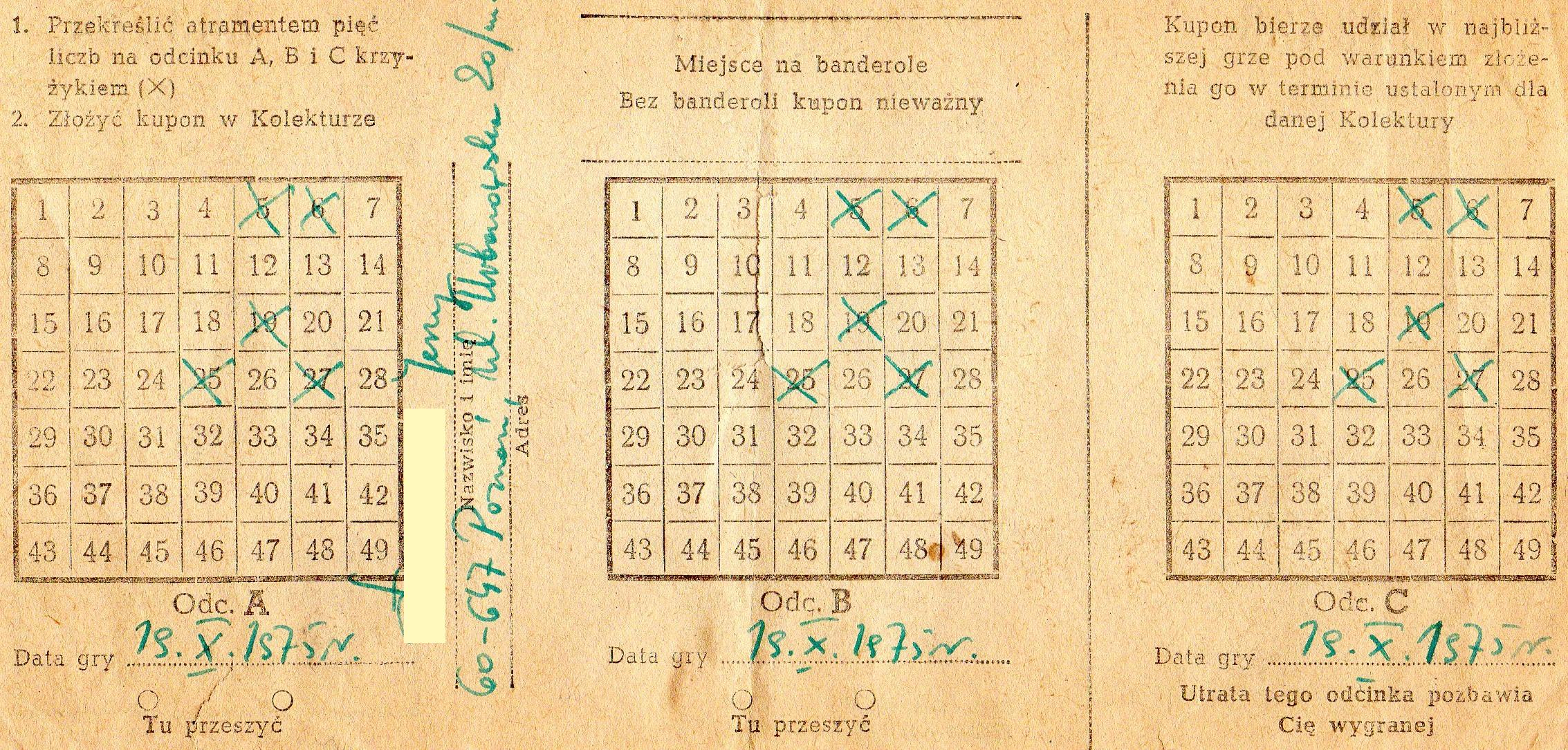
Rewers kuponu z 1975

Poznańska Gra Liczbowa (od 1958 Koziołki) – gra liczbowa (loteria) organizowana w Poznaniu w latach 1956-1982.
Początki gry sięgają roku 1955, kiedy to zorganizowano Poznański Konkurs Sportowy, polegający na typowaniu kolejności drużyn w rozgrywkach piłkarskiej I ligi. Pozyskane z gry środki kierowano na realizację inwestycji kulturalnych w Poznaniu. Loteria rozgrywana była przez jeden rok. 5 listopada 1956 ta sama komisja konkursowa zorganizowała na wzór wschodnioniemiecki Poznańską Grę Liczbową, w której typowano trzy spośród trzydziestu liczb w cotygodniowych losowaniach. Nagradzane było trafne wytypowanie trzech lub dwóch liczb. Zasady były potem jeszcze kilkakrotnie modyfikowane (m.in. skreślano pięć liczb z 49). Od 1958 gra stała się przedsiębiorstwem państwowym z siedzibą przy ul. Święty Marcin (wówczas Czerwonej Armii) 80/82 i zyskała nazwę Koziołki. Wzrastała także popularność loterii – w grudniu 1958 wypełniono około miliona kuponów (do wygrania, oprócz nagród pieniężnych, były m.in. samochody, wycieczki zagraniczne, motocykle i działki budowlane, jak również sprzęt gospodarstwa domowego). Pozyskane pieniądze (jeden zakład kosztował trzy złote, wpłatę oznaczano poprzez naklejenie znaczka kontrolnego) kierowano do budżetu miejskiego (m.in. dofinansowywano za te pieniądze budowę linii tramwajowej na Winogrady czy Nowego ZOO). Na kuponie widniał napis: Wszystkie fundusze z gry pozostają w Wielkopolsce, a także Mieszkańcy Wielkopolski grają tylko w swoją grę liczbową Koziołki. Kupony dystrybuowano w specjalnych punktach lub w kioskach Ruchu. Najwyższą wygraną zanotowano w 1961 – 345.192 złotych (przy średnim wynagrodzeniu 1625 złotych). Po raz ostatni losowanie odbyło się 10 lutego 1982.
W Lublinie istniała Lubelska Gra Liczbowa Koziołek.